# Kulčiba jedovatá
Kulčiba jedovatá (Strychnos toxifera), někdy uváděná jako kulčiba jedodárná, je keřovitá liána s eliptickými listy, drobnými nazelenalými květy a červenými plody. Druh je součásti širokého, pantropicky se vyskytujícího rodu kulčiba. Rostlina obsahuje hořké a jedovaté alkaloidy, které jsou používány při výrobě kurare, pověstného šípového jedu, paralyzujícího motorické nervy. Účinky jedu nastupují pouze po proniknutí do krve, po požití je neúčinný.

## Rozšíření
Rostlina je původním druhem jak v jižních oblastech Střední Ameriky (Kostarika a Panama), tak i v severní a střední Jižní Americe (Venezuela, Guyana, Francouzská Guyana, Kolumbie, Ekvádor, Bolívie a sever Brazílie).
Nejčastěji se vyskytuje: v Panamě v zóně průplavu, ve Venezuele podél horní části řeky Orinoko, podél řeky Cerro Sefato a kanálu Casiquiare spojujícího řeky Orinoko a Rio Negro (bifurkace) ve státě Amazonas, v Guayaně okolo řeky Rupununi, v Ekvádoru v povodí řek Pastaza a Bobonaza, v Brazílii v oblastech přiléhajících k řekám Juma ve státě Acre a řekám Juruá a Solimões ve státě Amazonas.

## Ekologie
Liána vyrůstá v tropických deštných lesích, na kypré, málo výživné, propustné půdě. Ke kvetení potřebuje slunce, za kterým se pne po okolních dřevinách přidržujíc se jednoduchými, až 20 cm dlouhými úponky. Bylina obvykle kvete v období sucha, plody dozrávají v období dešťů. Počet chromozomů x = 11.

## Popis
Vytrvalá, od spodu dřevnatějící, dlouze chlupatá keřovitá liána s hrubou hnědou kůrou, která za pomoci kroucených úponků šplhá po okolní dřevině vysoko do korun. Lodyhy se větví a bývají mezi sebou navzájem spletené. Jsou porostlé jednoduchými, krátce řapíkatými, vstřícně vyrůstajícími listy dlouhými 6 až 20 cm a širokými 3 až 8 cm. Listové čepele jsou vejčité či eliptické, bázi mají srdčitou a vrcholek zašpičatělý, na omak jsou blanité či papírovité, na rubu jsou matné a drobně hrbolaté, na líci mají patrnou dlanitou žilnatinu, palisty jsou čárkovité.
Drobné květy vyrůstají z paždí listů v chocholičnatých vrcholících s čárkovitými listeny, mají stopky asi 5 mm dlouhé, jsou oboupohlavné, pětičetné a slabě vonné. Kalich květu má volné lístky čárkovité, zašpičatělé a dlouhé do 7 mm, trubkovitá koruna je dlouhá až 15 mm, je bílá či slabě nažloutlá a oboustranně chlupatá. Pět tyčinek s nitkami připojenými ke korunní trubce nese 1 cm prašníky přesahující těsně nad korunou, kratičká čnělka je ukončená hlavičkovitou bliznou. Kulovitý, svrchní semeník vzniklý ze dvou plodolistů je dvoupouzdrý a obsahuje mnoho vajíček, nektaria jsou zakrslá.
Plod je ve zralosti kulovitá červená bobule velká 4 až 7 cm. Bobule obsahuje deset až patnáct šedozelených či modrozelených, šikmo ledvinovitých semen o průměrné velikosti 25 mm. Semena, roznášena ptáky, slouží k rozmnožování rostliny.

## Význam
Jedovaté alkaloidy kulčiby jedovaté, např. curarin a jeden z nejtoxičtějších rostlinných alkaloidů toxiferin, se mimo kurare pro šípové jedy amerických Indiánů využívají i v novodobé medicíně. Ještě v první polovině 20. století sloužívaly při chirurgických zákrocích při plném vědomí, tehdy zabraňovaly převodu nervového vzruchu na sval, pacient se při operaci nehýbal, přestože bolest cítil. Tento způsob zklidnění pacienta již lékařská věda opustila. Alkaloidy se ale využívají v opačném případě, například když je třeba uvolnit křečovité stažení příčně pruhovaných svalů, například při tetanu.